# 徳川義寛
徳川 義寛（とくがわ よしひろ、1906年11月7日 - 1996年2月2日）は、日本の官僚。宮内官僚として52年にわたり天皇家を支え、昭和天皇の側近、侍従長の役割も果たした。
尾張（名古屋）藩主徳川慶勝の孫で、実弟津軽義孝は常陸宮正仁親王妃華子の父であり、妹祥子は北白川宮永久王の妃で皇籍離脱後は香淳皇后付の女官長、皇太后宮女官長を務めた。

## 生涯
1906年（明治39年）、尾張徳川家分家、徳川義恕の長男として東京府に生まれる。1927年（昭和2年）、学習院高等科を卒業し、1930年（昭和5年）、東京帝国大学文学部美学美術史学科を卒業。ベルリン大学留学後、帝室博物館（現東京国立博物館）研究員。1936年（昭和11年）、侍従となる。
終戦前夜、降伏を阻止しようとする陸軍幹部らの反乱（宮城事件）にあい、脅されながらも昭和天皇の玉音放送の録音盤を守った。
戦後も昭和天皇の側近を務め、宇佐美毅宮内庁長官や入江相政侍従長らとともに、1971年（昭和46年）のヨーロッパ各国歴訪、1975年（昭和50年）のアメリカ合衆国ご外遊にも随行した。
1985年（昭和60年）に入江侍従長の逝去を受けて侍従長に就任した。以降はから1988年（昭和63年）まで昭和天皇に仕えた。
1964年（昭和39年）には姪の華子が義宮正仁親王と結婚して常陸宮家が興り、常陸宮妃となる。1969年（昭和44年）からは、実妹北白川祥子が女官長に就任し、兄妹で天皇・皇后に長く仕えた。
侍従長退任後は、公益法人日本博物館協会会長を務めた。没後の1999年（平成11年）に、終戦時の詳細な日記『徳川義寛終戦日記』が刊行され、話題となった。

### 年譜
- 1936年（昭和11年）11月20日 - 侍従
- 1969年（昭和44年） - 侍従次長
- 1985年（昭和60年）10月 - 1988年（昭和63年）4月 - 侍従長。

## 家族
- 妻：博子

三条公輝の娘。
- 長女：美智子

マルハニチロの創業者中部幾次郎の孫（幾次郎の娘婿・中部義吉の次男）・中部鉄次郎に嫁いでおり、鉄次郎は元大洋漁業副社長の中部新次郎、元大洋漁業社長の中部藤次郎、元マルハ社長の中部慶次郎、元林兼産業会長の中部一次郎、元大洋クラブ会長の中部銀次郎などの従兄弟にあたる。なお、中部家は徳川家・津軽家を通して天皇家の縁戚にあたり、天皇家の外戚である久邇家の係累を通して仙石政敬・梅溪通虎・正力松太郎・正力亨・小林與三次・池坊専永などと縁戚関係にある。
- 妹：祥子

北白川宮永久王の妃で、戦後皇籍離脱。1969年（昭和44年）5月に女官長就任。
- 姪：華子

弟義孝（津軽伯爵家に養子入りして襲爵）の四女。1964年（昭和39年）9月、義宮正仁親王と婚姻。
- 末弟：德川義恭

美術研究者だったが、20代で病没、作家三島由紀夫の青年期の親友。

## 著書
- 独墺（ドイツ・プロイセン、オーストリア）の美術史家（座右宝刊行会、1944年） 序文児島喜久雄
- 皇居新宮殿（保育社カラーブックス、1969年） 公式ガイドブックに準ずる
- 侍従長の遺言 昭和天皇との50年（朝日新聞社、1997年2月） 岩井克己（宮内庁・皇室担当記者）による聞き書き・解説
- 徳川義寛終戦日記（御厨貴、岩井克己監修、朝日新聞社、1999年11月）

## 徳川義寛を演じた人物

### 映画
- 小林桂樹 - 『日本のいちばん長い日』（1967年公開、東宝）
- 大藏基誠 - 『日本のいちばん長い日』（2015年公開、松竹）

### テレビドラマ
- 伊東四朗 - 『歴史の涙』（1980年2月25日、TBS）